# Partidul Național Liberal-Aripa Tânără
Partidul Național Liberal - Aripa Tânără (prescurtat PNL-AT) a fost un partid politic care a activat pe scena politică între 23 iulie 1990 - 21 februarie 1993.:274
În iulie 1990 o fracțiune tânără se separă de PNL, intitulându-se Partidul Național Liberal - Aripa Tânără..
La 21 februarie 1993, PNL-AT fuzionează cu o grupare desprinsă din PNL-CD și își schimbă numele în Partidul Liberal 1993 (PL '93).
La 14 iunie 1997, PL'93 fuzionează cu PNL-CD, sub numele Partidul Liberal, iar la 7 septembrie 1998 acest partid se reintegrează în PNL.